# José María Arancibia
José María Arancibia (ur. 11 kwietnia 1937 w Buenos Aires) – argentyński duchowny rzymskokatolicki, w latach 1996-2012 arcybiskup Mendozy.

## Życiorys
Święcenia kapłańskie przyjął 22 września 1962. 26 lutego 1987 został prekonizowany biskupem pomocniczym Córdoby ze stolicą tytularną Pumentum. Sakrę biskupią otrzymał 28 maja 1987. 13 lutego 1993 został mianowany koadiutorem arcybiskupa Mendozy, ingres odbył się 28 maja. Rządy w archidiecezji objął 25 marca 1996. 10 listopada 2012 przeszedł na emeryturę.